# ČT :D
ČT :D (auch: ČT Déčko oder Déčko) ist ein tschechischer Kinderfernsehsender der öffentlich-rechtlichen Fernsehanstalt ČT, der sich den Sendeplatz mit dem Kultursender ČT art teilt. ČT :D sendet von 6:00 bis 20:00 Uhr, von 20:00 bis 6:00 Uhr sendet ČT art. Es handelt sich um ein Programm des öffentlich-rechtlichen Senders Česká televize.

## Struktur der Sendungen
ČT :D übernahm am 31. August 2013 den Sendeplatz des ehemaligen Senders ČT3, der vom 1. Januar 1993 bis zum 3. Februar 1994 sendete. ČT :D ist frei empfangbar. Česká televize plant, die beiden Sender zu trennen, so dass beide 24 Stunden am Tag senden könnten. Seit 1. November 2016 sendet ČT :D via Satellit über Astra 3B auch in HD.
ČT :D sendet von 6:00 bis 20:00 Uhr, von 20:00 bis 6:00 Uhr sendet ČT art. Die zwei Zielgruppen sind Kinder zwischen 4 und 8 Jahren (57 Prozent der Sendezeit) sowie Schulkinder zwischen 8 und 15 Jahren (43 Prozent der Sendezeit).